# Калачово
Калачо́во (рос. Калачёво) — селище у складі Прокоп'євського округу Кемеровської області, Росія.

## Населення
Населення — 1843 особи (2010; 1966 у 2002).
Національний склад (станом на 2002 рік):
- росіяни — 95 %